# Black spot (Südafrika)
Als Black spot (afrikaans: swartkol, deutsch: „schwarzer Fleck“, sinngemäß auch „gefährliches Problemgebiet“) werden in Südafrika kleine Gebiete im Besitz der schwarzen Bevölkerung in solchen Regionen bezeichnet, deren Fläche mehrheitlich von weißen Eigentümern zu Wohn- und Erwerbszwecken genutzt wurden. Durch die ungleichen Lebensverhältnisse in Folge langjähriger kolonialer Segregationstendenzen und der späteren Apartheidspolitik entwickelten sich zwischen den Bevölkerungsgruppen inselförmig auftretende soziale und ökonomische Konflikte. Im Verlauf der Homelandkonsolidierung vor deren Unabhängigkeit dienten die Black spots einigen Bantuführern als Verhandlungsinstrument gegenüber der südafrikanischen Regierung.

## Allgemeines
Die seit dem 19. Jahrhundert von einer „weißen“ Oberherrschaft fortschreitend und bewusst ungleich ausgestalteten Bürgerrechte für die europäischstämmigen Bewohner einerseits und den mehrheitlichen, anderen Bevölkerungsgruppen im südlichen Afrika hemmten den notwendigen Interessensausgleich untereinander. Im Wesentlichen konzentrierten sich diese Interessenskonflikte auf die freie Wahl des Wohnortes, den Landerwerb nach gleichen Rechten und die Landnutzung als Lebensgrundlage sowie die Anerkennung von Stammesland als Eigentumstitel innerhalb der europäisch geprägten Rechtsnormen.
Als Lösung dieser Interessenskonflikte und im Zuge der sogenannten Neuordnung der Landverteilung in der Südafrikanischen Union wurde es den Behörden auf der Grundlage des Native Trust and Land Act von 1936 ermöglicht, solche Black spots durch Zwangsenteignungen aufzulösen. Dieses Handlungsziel bekräftigte die 1950 gegründete Tomlinson-Kommission nochmals in ihrem wenige Jahre später vorgelegten Bericht, in dem sie eine „Landrekultivierungspolitik“ als einen der drei Kernpunkte künftigen Regierungshandelns im Apartheidsystem empfahl.
Es kam auch zu Ankäufen durch den Staat. Bei Grundstücken in Stammesbesitz bot die Bantu Administration öfters Alternativflächen zu einem minimalen Vergleichswert aber nicht zwingend in gleichwertigen Gebieten an.
Als neuer Wohnsitz wurden den Betroffenen sogenannte released areas (deutsch etwa: freigegebene Gebiete) zugewiesen, die in der Nähe von Reservaten bzw. späteren Homelands lagen. Die mit polizeilichen Mitteln militant vertriebenen Personen erhielten eine Zuweisung zu jenem Reservat/Homeland, das ihrer ethnischen Klassifizierung nach den regierungsamtlichen Vorgaben am besten entsprach.
Nach dieser Verfahrensweise verloren durch die südafrikanischen Behörden zwischen 1948 und 1970 mehr als 100.000 Personen ihren einst rechtlich gesicherten Wohnsitz. Im Zeitraum von 1970 bis 1979 wurden weitere 304.980 Afrikaner zwangsumgesiedelt. Es handelte sich bei Black spots neben vereinzelten Gruppen von Häusern oder Hütten auch um dörfliche Siedlungen. Im Fall des Dorfes Driefontein (heute Teil der Lokalgemeinde Merafong City) kam es am 2. April 1983 zu Demonstrationen, wobei Saul Mhakize, der Sprecher des Widerstandskomitees, durch die Polizei erschossen wurde. Das Land des Dorfes war 1912 rechtmäßig durch die South African Native Farmers’ Association mit Unterstützung von Pixley ka Isaka Seme erworben worden.
Im legislativen und administrativen Prozess vor der Unabhängigkeit der Bantustaaten forderten einige Führer aus den inzwischen selbstverwalteten Homelands die Arrondierung ihrer Gebietsgrenzen. In diesem Zusammenhang forderte Chief Lucas Mangope (Bophuthatswana), Chief Mangosuthu Buthelezi (KwaZulu) und Cedric Phatudi (Lebowa) die Eingliederung weiterer Flächen mit deren Bewohnern und beriefen sich dabei auf den 1936 erlassenen Native Trust and Land Act, der eine Ausdehnung der Eingeborenensiedlungsgebiete vorsah.

## Historische Zusammenhänge
Die historischen Wurzeln für den restriktiven Umgang mit den Black spots begannen in der Landverteilungspolitik der Kapkolonie, die zunächst teilweise eingeborenenfreundlich mit dem Glen Grey Act von 1894 eine regionale Konzentration schwarzer Landeigentümer vorsah. Einen anderen, hierfür nicht unbedeutenden Weg beschritt man in der ehemaligen Burenrepublik Oranje-Freistaat, wobei das spätere Basutoland durch kleinere Militäroperationen an Fläche verlor. Es kam schließlich 1868 unter britisches Protektorat und wurde faktisch zum wichtigsten Eingeborenenreservat für den Oranje-Freistaat. Innerhalb dieser Republik verblieben nur Thaba Nchu und Witsieshoek als kleine Wohngebiete für Schwarze.
Nach der Gründung des Südafrikanischen Union wurde es den Weißen durch den 1913 beschlossenen Natives Land Act verboten, Land innerhalb der offiziell erklärten Eingeborenenreservate zu erwerben. Die damit verbundenen Regelungen trafen damals unter den Vertretern der schwarzen Bevölkerung auf Unterstützung, da man sich eine für sie günstig gestaltende Landreform erhoffte. In diesem Prozess festigte die südafrikanische Gesetzgebung die Auffassung, eng begrenzte Landesteile nur den Afrikanern für ihren Lebensraum vorzubehalten und im Gegenzug die bevorzugte Sicherung des größten Teils der Südafrikanischen Union für europäischstämmige Bewohner voranzutreiben. Mit demselben Gesetz bereitete man die Errichtung einer Kommission vor, die die Landverteilungsfrage weiter untersuchen und mit Vorschlägen zu ihrer Neuordnung betragen sollte. Diese sogenannte Beaumont Commission arbeitete zwischen 1913 und 1916. Allerdings schränkte ein 1917 ergangenes Gerichtsurteil der Revisionsabteilung am Supreme Court im Fall Thompson und Stilwell gegen Kama die in diesem Gesetz enthaltenen Restriktionen wieder ein und erklärte sie auf dem Gebiet der Kapprovinz für nicht anwendbar.
Die Segregationspolitik in Südafrika nahm in der Amtszeit des Premierministers James Barry Munnick Hertzog (1924–1939) schärfere Formen an. Hertzogs Regierung trieb dabei die Spaltung des Landes zwischen Weiß und Schwarz weiter voran, indem man sich auch auf Empfehlungen der Inter-Colonial Commission aus dem Jahre 1903 stützte. Diese hatte in ihrem Arbeitsbericht angeregt, künftig die Abtrennung „schwarzer“ Wohngebiete von denen der Weißen vorzunehmen und eine gesetzliche Fixierung solcher Reservate zu erreichen. Unter dem Eindruck der zunehmenden Krisenwirkungen im Verlauf der Great Depression gewannen Umverteilungspläne beim Landbesitz erneut politische Attraktivität.
Mit dem Natives Service Contract Act von 1932 sollte sogar eine Steuer in Höhe von 5 Pfund jährlich auf jeden Eingeborenen erhoben werden, der auf weißem Farmland lebte und dort vom Landeigentümer nicht beschäftigt wurde und demzufolge von ihm zu zahlen sei. Diese Bestimmung konnte man jedoch nicht durchsetzen.
Als ein Ergebnis von erheblicher Wirkung aus der bereits 1903 angeregten Landverteilung beschloss das Parlament der Südafrikanischen Union 1936 den Natives Trust and Land Act. Seit seinem Inkrafttreten war es den Behörden nun auf dem gesamten Gebiet Südafrikas leichter, offiziell und gezielt gegen die Black spots vorzugehen.